# Liste der Baudenkmale in Neuseeland
Die Liste der Baudenkmale in Neuseeland umfasst die Listen der vom New Zealand Historic Places Trust (NZHPT) als Denkmal (Historic Place Category I, II oder Historic area) eingestuften Bauwerke und Flächendenkmale in Neuseeland. In den Listen werden auch Waihi Tapu und Waihi Tapu Area (kulturell und religiös bedeutsame Stätten und Gebiete der Māori) aufgenommen, die jedoch meist nicht auf den öffentlich zugänglichen Seiten des NZHPT publiziert werden.
Die Listen sind nach den Regionen Neuseelands geordnet, innerhalb der Regionen alphabetisch nach offizieller Benennung durch den NZHPT.

## Nordinsel
- Liste der Baudenkmale in der Region Northland
- Liste der Baudenkmale der Kategorie 1 in Auckland
- Liste der Baudenkmale in der Region Waikato
- Liste der Baudenkmale in der Region Bay of Plenty
- Liste der Baudenkmale in der Region Gisborne
- Liste der Baudenkmale in der Region Hawke’s Bay
- Liste der Baudenkmale in der Region Taranaki
- Liste der Baudenkmale in der Region Manawatu-Wanganui
- Liste der Baudenkmale in der Region Wellington

## Südinsel
- Liste der Baudenkmale in der Region Marlborough
- Liste der Baudenkmale in der Region Nelson
- Liste der Baudenkmale in der Region Tasman
- Liste der Baudenkmale in der Region West Coast
- Liste der Baudenkmale in der Region Canterbury
- Liste der Baudenkmale in der Region Otago
- Liste der Baudenkmale in der Region Southland

## Chatham Islands
- Liste der Baudenkmale auf den Chatham Islands